# Xenostega fallax
Xenostega fallax là một loài bướm đêm trong họ Geometridae.